# Man’en
Man’en (japanisch 万延, Kyūjitai: 萬延󠄂) ist eine japanische Ära (Nengō) von April 1860 bis März 1861 nach dem gregorianischen Kalender. Der vorhergehende Äraname ist Ansei, die nachfolgende Ära heißt Bunkyū. Die Ära fällt in die Regierungszeit des Kaisers (Tennō) Kōmei.
Der erste Tag der Man’en-Ära entspricht dem 8. April 1860, der letzte Tag war der 28. März 1861. Die Man’en-Ära dauerte zwei Jahre oder 355 Tage.

## Ereignisse
- 1860 Japanische Gesandtschaft in die Vereinigten Staaten 1860
- 1860 Gohin Edo kaisōrei (五品江戸廻送令), Erlass zur Regulierung des Imports von fünf Warengruppen
- 1860 Ausgabe der Man’en goban (万延小判), kleiner ovaler Goldmünzen als Zahlungsmittel
- 1861 Januar Vertrag zwischen Japan und Preußen